# Élections législatives de 1889 en Indre-et-Loire
Les élections législatives de 1889 ont eu lieu les 22 septembre et 6 octobre 1889.

## Résultats par arrondissement

### Arrondissement de Chinon
| Candidats      | Candidats      | Étiquette          | Premier tour | Premier tour |
| Candidats      | Candidats      | Étiquette          | Voix         | %            |
| -------------- | -------------- | ------------------ | ------------ | ------------ |
|                | Jules Delahaye | Boulangiste        | 11 422       | 50,79        |
|                | Léon Joubert   | Républicain modéré | 11 066       | 49,21        |
|                |                |                    |              |              |
| Inscrits       | Inscrits       | Inscrits           | 26 189       | 100,00       |
| Votants        | Votants        | Votants            | 22 760       | 86,91        |
| Abstention     | Abstention     | Abstention         | 3 429        | 13,09        |
| Blancs et nuls | Blancs et nuls | Blancs et nuls     | 272          | 1,20         |
| Exprimés       | Exprimés       | Exprimés           | 22 488       | 98,80        |

### Arrondissement de Loches
| Candidats      | Candidats      | Étiquette          | Premier tour | Premier tour | Second tour | Second tour |
| Candidats      | Candidats      | Étiquette          | Voix         | %            | Voix        | %           |
| -------------- | -------------- | ------------------ | ------------ | ------------ | ----------- | ----------- |
|                | Pierre Arribat | Républicain modéré | 7 974        | 47,61        | 8 874       | 51,06       |
|                | Édouard Muller | Boulangiste        | 4 628        | 37,63        | 8 484       | 48,81       |
|                | Camille Breton | Orléaniste         | 4 145        | 24,75        |             |             |
|                |                |                    |              |              |             |             |
| Inscrits       | Inscrits       | Inscrits           | 19 737       | 100,00       | 19 735      | 100,00      |
| Votants        | Votants        | Votants            | 16 893       | 85,59        | 17 476      | 88,55       |
| Abstention     | Abstention     | Abstention         | 2 844        | 14,41        | 2 261       | 11,45       |
| Blancs et nuls | Blancs et nuls | Blancs et nuls     | 146          | 0,86         | 95          | 0,54        |
| Exprimés       | Exprimés       | Exprimés           | 16 747       | 99,14        | 17 381      | 99,46       |

### Arrondissement  de Tours

#### 1recirconscription
| Candidats      | Candidats                  | Étiquette          | Premier tour | Premier tour | Second tour | Second tour |
| Candidats      | Candidats                  | Étiquette          | Voix         | %            | Voix        | %           |
| -------------- | -------------------------- | ------------------ | ------------ | ------------ | ----------- | ----------- |
|                | Raoul du Saussay           | Boulangiste        | 11 093       | 49,21        | 12 705      | 59,36       |
|                | Antoine-Dieudonné Belle    | Républicain modéré | 6 356        | 28,20        | 8 690       | 40,60       |
|                | Jacques Drake del Castillo | Républicain modéré | 5 093        | 22,59        |             |             |
|                |                            |                    |              |              |             |             |
| Inscrits       | Inscrits                   | Inscrits           | 27 818       | 100,00       | 27 818      | 100,00      |
| Votants        | Votants                    | Votants            | 22 764       | 81,83        | 21 943      | 78,88       |
| Abstention     | Abstention                 | Abstention         | 5 054        | 18,17        | 5 875       | 21,12       |
| Blancs et nuls | Blancs et nuls             | Blancs et nuls     | 222          | 0,98         | 539         | 2,46        |
| Exprimés       | Exprimés                   | Exprimés           | 22 542       | 99,02        | 21 404      | 97,54       |

#### 2ecirconscription
| Candidats      | Candidats                     | Étiquette          | Premier tour | Premier tour |
| Candidats      | Candidats                     | Étiquette          | Voix         | %            |
| -------------- | ----------------------------- | ------------------ | ------------ | ------------ |
|                | Albert Pesson                 | Républicain modéré | 13 802       | 63,10        |
|                | Polyeucte Berlier de Vauplane | Légitimiste        | 8 069        | 36,89        |
|                |                               |                    |              |              |
| Inscrits       | Inscrits                      | Inscrits           | 27 187       | 100,00       |
| Votants        | Votants                       | Votants            | 22 515       | 82,82        |
| Abstention     | Abstention                    | Abstention         | 4 672        | 17,18        |
| Blancs et nuls | Blancs et nuls                | Blancs et nuls     | 644          | 2,86         |
| Exprimés       | Exprimés                      | Exprimés           | 21 871       | 97,14        |